# Кандидо, Лукас
Лукас Кандидо Силва (порт.-браз. Lucas Cândido Silva; род. 25 декабря 1993 года, Уберландия) — бразильский футболист, опорный полузащитник клуба «Витория» (Салвадор).

## Клубная карьера
Кандидо — воспитанник клуба «Атлетико Минейро». 7 июля 2013 года в матче против «Крисиумы» он дебютировал за основную команду. Летом того же года Лукас стал обладателем Кубка Либертадорес, хотя не сыграл в его розыгрыше ни минуты. 20 октября в поединке против «Фламенго» он забил свой первый гол за «Атлетико Минейро». В своём дебютном сезоне Кандидо помог клубу выиграть Лигу Минейро, а спустя год завоевать Кубок Бразилии. В 2015 году Кандидо стал серебряным призёром и обладателем Рекопа Южной Америки.

## Международная карьера
В 2013 году в составе молодёжной сборной Бразилии Дуглас принял участие в молодёжном чемпионате Южной Америки в Аргентине. На турнире он сыграл в матчах против Уругвая, Венесуэлы и Перу.

## Достижения
Командные
 «Атлетико Минейро»
- Чемпион Лиги Минейро (3) — 2013, 2015, 2016
- Обладатель Кубка Либертадорес — 2013
- Обладатель Кубка Бразилии — 2014